# نواصب

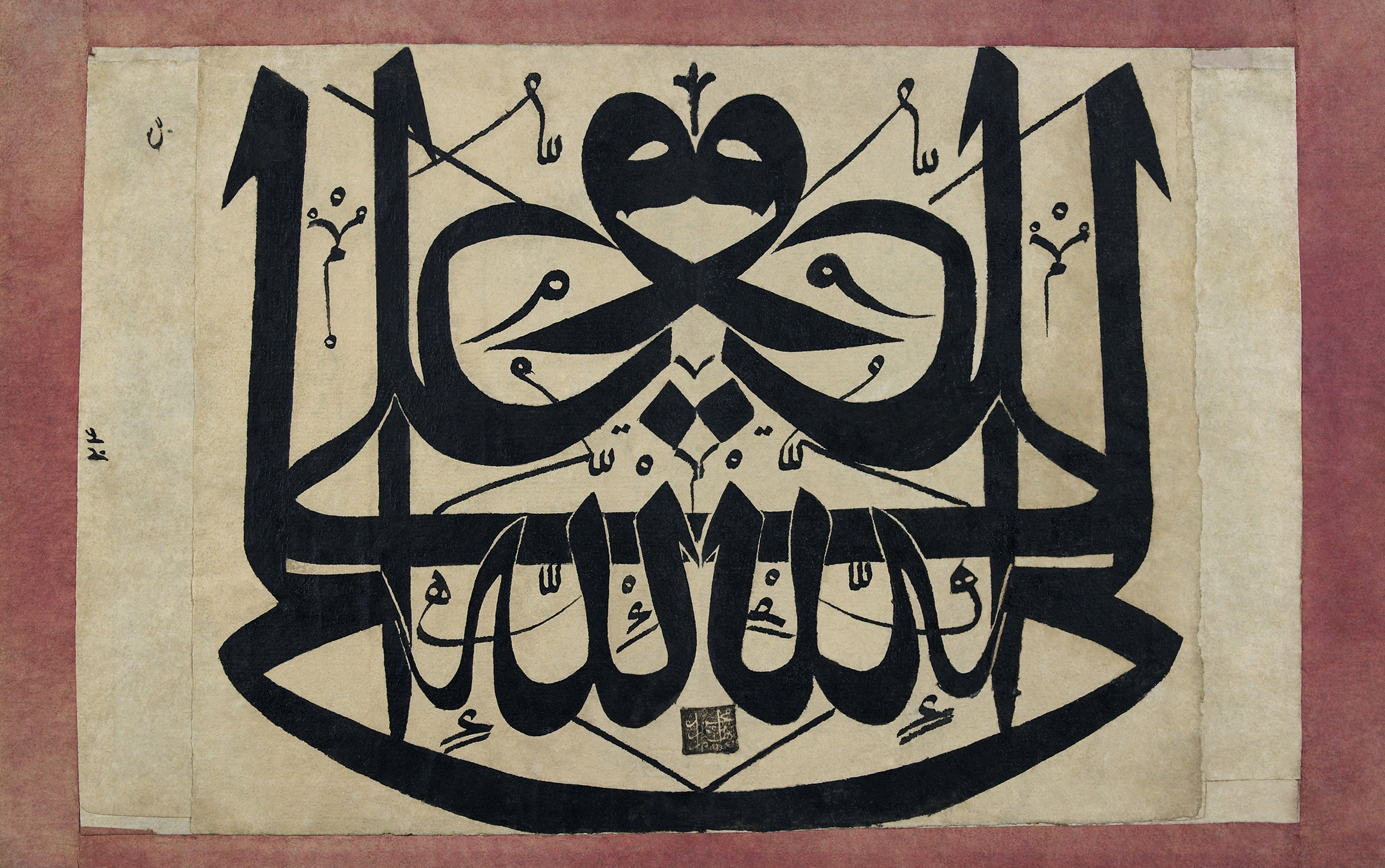
مخطوطة بلفظ: «علي ولي الله» مرسوم بطريقة المرآة.

النَواصِب هي فرقة تعادي علي بن أبي طالب وأهل بيته، ويؤذونهم بالقول أو الفعل، وقد اتفق أهل السنة والجماعة والشيعة الإثنا عشرية في أن النواصب تقول بفسق علي بن أبي طالب ولكنها لا تقول بكفر علي بن أبي طالب كالخوارج، ثم شيعة الإثنا عشرية قامت بتوسيع مصطلح النواصب ليشمل كل خصومهم سواء كانوا من النواصب (الذين يعتقدون بفسق علي بن أبي طالب) أو من الخوارج (الذين يعتقدون بكفر علي بن أبي طالب).
وعند الشيعة الإثنا عشرية هناك تفريق بين الخوارج والنواصب حيث الخوارج قالوا بكفر علي بن أبي طالب أما النواصب فلا تكفره، حيث الخوارج: «وهم المعتقدون بكفر علي بن أبي طالب والمتقربون إلى الله ببغضه ومخالفته ومحاربته فلا إشكال في كفرهم ونجاستهم، لأنّه مرتبة عالية من النصب الذي هو بمعنى نصب العداوة لعلي وأولاده فحكمهم حكم النصّاب، ويأتي أن الناصب محكوم بكفره ونجاسته.»

## النصب في اللغة
- النصب لغة: إقامة الشيء ورَفعِهِ، ومنه ناصِبَةُ الشرِّ والحرب. (مختار الصحاح 1 / 275)
- وفي القاموس: «النواصب والناصبة وأهل النصب المتدينون بِبُغض علي؛ لأنهم نصبوا له، أي عادوه».

## رأي أهل السنة والجماعة في النواصب
يرى أهل السنة أن النواصب الذين يؤذون أهل البيت بقول أو عمل، وهم كانوا فرقة مستقلة اندثرت مع الزمن.
- قال العلامة أبو جعفر الطحاوي: «هذا ذكر بيان عقيدة أهل السنة والجماعة على مذهب فقهاء الملة، أبو حنيفة النعمان بن ثابت الكوفي، وأبو يوسف يعقوب بن إبراهيم الأنصاري، وأبي عبد الله محمد بن الحسن الشيباني الوائلي»، ثم قال: «ونثبت الخلافة بعد رسول الله ص أولا لأبي بكر الصديق، تفضيلا له وتقديما على جميع الأمة، ثم لعمر بن الخطاب، ثم لعثمان بن عفان، ثم لعلي بن أبي طالب، وهم الخلفاء الراشدون والأئمة المهديون.»[2]
- قال الشيخ ابن عثيمين: " النواصب، هم الذين ينصبون العداء لآل البيت، ويقدحون فيهم، يسبونهم، فهم على النقيض من السنة.
- قال ابن تيمية في بيان عقيدة أهل السنة والجماعة: «ويحبون أهل بيت رسول الإسلام ويتولونهم ويحفظون فيهم وصية رسول الإسلام..... ويتبرأون من طريقة الروافض الذين يبغضون الصحابة ويسبونهم، ومن طريقة النواصب الذين يؤذون أهل البيت بقول أو عمل، وأهل السنة والجماعة يمسكون عما شجر بين الصحابة» (العقيدة الواسطية مجموع الفتاوى 3 / 154)

ويعتقد أهل السنة والجماعة أن اتهام غالبية الصحابة مثل أبو بكر الصديق وعمر بن الخطاب وعثمان بن عفان وأم المؤمنين عائشة بنت أبي بكر وأبو حنيفة النعمان والامام مالك بن أنس وأحمد بن حنبل والكثير من علماء وقادة المسلمين بأنهم نواصب من قبل الشيعة أمر باطل لا أصل له ولا دليل عليه، ويعتبرون ما كان بين بعضهم وبين علي اجتهادات لصحابة عدول وليست معاداة. ويرون أن تهمة «أنت ناصبي» عند بعض الشيعة هي كتهمة أنت «معادي للسامية» عند اليهود عند حصول النقاشات الحادة فمثلا ابن تيمية يعتبره الشيعة من النواصب ولكن لا يوجد دليل على تكفير أو سب أو لعن ابن تيمية لعلي بل إنه محب له، كما يرى أهل السنة والجماعة أن الطائفة الإثنا عشرية تسعى لاتهام أي شخص يقوم بانتقاد الطائفة الاثنا عشرية بأنه من النواصب حتى وإن كان يحب علي بن أبي طالب وآل بيته ويواليهم.
وأهل السنة والجماعة يرون النواصب جماعة ليست على حق، ولكن أهل السنة والجماعة لا يكفرون النواصب والسبب في ذلك أن علي بن أبي طالب كفره الخوارج ومع ذلك فإن علي بن أبي طالب لم يكفر الخوارج، هذا ومن الجدير بالذكر أن جمهور علماء أهل السنة يرى عدم كفر الخوارج بينما يرى آخرون منهم كفر الخوارج 

### أقوال علماء أهل السنة
قال علي بن المديني: 
(من قال فلان مشبه علمنا أنه جهمي 
ومن قال فلان مجبر علمنا أنه قدري 
ومن قال فلان ناصبي علمنا أنه رافضي)
https://shamela.ws/book/9200/326
قال البربهاري:
وإن سمعت الرجل يقول: 
فلان مشِّبه، وفلان يتكلم في التشبيه، فاتهمه واعلم أنه جهمي.
وإذا سمعت الرجل يقول: فلان ناصبي فاعلم أنه رافضي.
وإذا سمعت الرجل يقول: تكلم بالتوحيد، واشرح لي التوحيد، فاعلم أنه خارجي معتزلي.
أو يقول: فلان مجبر، أو يتكلم بالإجبار، أو يتكلم بالعدل فاعلم أنه قدري؛ 
لأن هذه الأسماء محدثة أحدثها أهل الأهواء.
https://shamela.ws/book/35083/229

## رأي الإثني عشرية في النواصب

### معنى النصب
- النصب عند الشيعة صفة ليست ملازمة لطائفة معينة أو ملة معينة وإنما يتصف بها أي شخص يظهر العداء للنبي محمد أو أهل بيته ونسلهم من فاطمة. وكذلك يظهر عدائه لشيعتهم وعداء شيعتهم المقصود به اضطهادهم وسجنهم وتعذيبهم وإهانة مقدساتهم وليس مجرد الاختلاف في الرأي.
- النصب هو:[6]

1. العداء للنبي محمد أو فاطمة ابنته أو لعلي بن أبي طالب.
2. العداء للأئمة من ذريتهم.
3. العداء لشيعتهم.

### إطلاق تهمة النصب
تعدّدت طرق استخدام صفة النصب لدى الشيعة، فمن أبرز الآراء:
- رأي أن تهمة النصب لا يجوز وصف بها شخص إلا ببينة: كما هو المشهور في فتاوى مراجع الشيعة وفتوى السيستاني الشهيرة[7] أن تهمة النصب لا يجوز وصف بها شخص إلا ببينة ودليل وقوي وأن الناصبي يجب أن يكون مظهرا للعداء حتى تنطبق عليه صفة النصب وأحكام الناصبي أما الشخص الذي يظهر المودة ويبطن العداء ليس عليه أحكام الناصبي وإنما الأمر يؤخذ بالظاهر وبالبينة الواضحة.
- رأي أن كل من قدم غير علي بن أبي طالب عليه فهو ناصبي: «على أنك قد عرفت سابقاً أنه ليس الناصب إلا عبارة عن التقديم على عليٍّ[8]»، ومن المعلوم أن أهل السنة يقدمون أبو بكر وعمر وعثمان على علي بن أبي طالب.
- رأي أن أهل السنة عموماً هم نواصب: «بل أخبارهم عليهم السلام تنادي بأن الناصب هو ما يقال له عندهم سنياً.. ولا جدال في أن المراد بالناصبة هم أهل التسنن [9]»، وكذلك أيضا «الثالث مصادمة الخبرين المذكورين بالضرورة بعد أنْ فُسر الناصب بمطلق العامة[10]» ولفظ العامة تطلقه الطائفة الإثنا عشرية على أهل السنة والجماعة [11]
- رأي أن الشيعة الزيدية هم نواصب: عن الرضا والصادق أن «الزيدية والواقفة والنصاب بمنزلة عنده سواء[12]»، «عن عمر بن يزيد قال سألته عن الصدقة على النصاب وعلى الزيدية؟ قال لا تصدق عليهم بشيء ولا تسقهم من الماء إن استطعت، وقال الزيدية هم النصاب [13][14]»، «عن عمر بن يزيد قال سألت أبا عبد الله عن الصدقة على الناصب وعلى الزيدية؟ فقال لا تصدق عليهم بشيء ولا تسقهم من الماء إن استطعت، وقال في الزيدية: هم النصاب [15]».

### شخصيات في التاريخ تصفها الشيعة الإثناعشرية بأنها من النواصب
- أبوبكر وعمر وعثمان: في الصدر الأول من العصر الإسلامي اعتبر الشيعة ان من أعلن العداء لعلي بفعل أو بقول يعد ناصبيا وانطبق القول على الخلفاء الثلاثة الأول أبو بكر الصديق وعمر بن الخطاب وعثمان بن عفان حيث أنهم طبقا للروايات الشيعية اغتصبوا حق علي في الإمامة واغتصبوا حق فاطمة زوجته.
- الصحابة عدا بضع منهم: ويعتبر الشيعة الكثير من الصحابة نواصب حيث أنهم طبقا للروايات التأريخية حاربوا عليا ونصبوا له العداء ومن أشهرهم قادة معركة الجمل الزبير بن العوام وطلحة بن عبيد الله وعائشة بنت أبي بكر وأيضا منهم أبو هريرة وأنس بن مالك وعمرو بن العاص.
- الخلفاء الأمويون: يعتبر الشيعة كل الخلفاء الأمويون ((باستثناء معاوية بن يزيد وعمر بن عبد العزيز))[بحاجة لمصدر] نواصب حيث أنهم ومن المنظور الشيعي ابتداء من معاوية بن ابي سفيان نصبوا العداء لعلي وبنيه بعدم قبولهم لخلافته. ففي العهد الأموي كانت معركة صفين ومعركة كربلاء التي قتل فيها الحسين بن علي وأبنائه والأمر بسب علي على المنابر بالإضافة إلى مقتل زيد بن علي بأمر من هشام بن عبد الملك ويعتقد الشيعة أن الوليد بن عبد الملك أمر بوضع السم لعلي زين العابدين بن الحسين.[بحاجة لمصدر]
- الخلفاء العباسيين: ويتشابه الأمر بالنسبة للخلفاء العباسيين الذين تحالفوا مع العلويين في بداية تاريخهم ثم استأثروا بالحكم وقامت ثورات ضد الحكم العباسي مثل ثورة محمد النفس الزكية. واشتهر بعض الخلفاء العباسيين ببغض علي ونسله مثل المتوكل العباسي.[بحاجة لمصدر] ويعتقد الشيعة أن جعفر الصادق مات بأمر أبي جعفر المنصور أن موسى الكاظم مات بأمر هارون الرشيد.[بحاجة لمصدر]
- بعض علماء أهل السنة والجماعة: وتعتبر الطائفة الإثناعشرية بعض علماء أهل السنة نواصب، مثل أبي حنيفة،[16][17] والذهبي،[18] والبخاري وابن كثير وغيرهم.
- شخصيات أخرى: ويثبت النصب عند الشيعة (حسب الرؤية الشيعية) على الشخصيات التالية في التاريخ مثل:[19] أبي بكر، عمر بن الخطاب، عثمان بن عفان، أبو هريرة، أنس بن مالك، الزبير بن العوام، سعد بن أبي وقاص، معاوية بن أبي سفيان، عمرو بن العاص، عائشة بنت أبي بكر، المغيرة بن شعبة، مالك بن أنس، الإمام البخاري، ابن تيمية، ابن كثير، ابن حزم، الذهبي، وهارون الرشيد.

### حكم من يسميهم الشيعة بالنواصب
استخدم بعض الشيعة صفة النصب أحياناً كوصف لعموم السنة بحجة أنهم وإن كانوا لا يعادون علياً وآل بيته ولكن يعادون «شيعته» حسب وجهة نظرهم، ومن النصوص الشيعية المتعلقة بالنواصب وحكمهم:
- قال نعمة الله الجزائري: «بل أخبارهم عليهم السلام تنادي بأن الناصب هو ما يقال له عندهم سنياً»، ثم قال: «ولا جدال في أن المراد بالناصبة هم أهل التسنن».[20] وقال: «ويؤيد هذا المعنى أنَّ الأئمة عليهم السلام وخواصهم أطلقوا لفظ الناصبي على أبي حنيفة وأمثاله مع أنه لم يكن ممن نصب العداوة لآل البيت».[21]
- قال أبو جعفر الطوسي: «عن الصادق (خذ مال الناصب حيث ما وجدته وادفع إلينا خُمسه)».[22]
- وقال الصدوق: «عن داود بن فرقد قال: قلتُ: لأبى عبد الله ما تقول في قتل الناصب؟ قال: حلال الدم ولكن اتقي عليك فإن قدرت أن تقلب عليه حائطاً أو تغرقه في ماء لكيلا يشهد عليك فافعل. قلتُ: فما ترى في ماله؟ قال: تُوه ما قدرت عليه».[23]

## النواصب والشيعة الإثنا عشرية حول علي بن أبي طالب
النواصب جماعة ظهرت في بدايات العصر الإسلامي وكانت تفسق علي بن أبي طالب وتشكّك في أفضليته، مما اعتبر مناصبة للعداء، مع ملاحظة أن فرقة النواصب يختلفون عن فرقة الخوارج، فالنواصب والخوارج اشتركوا في مناصبة علي العداء، ولكن النواصب يفسقون علي أما الخوارج فيكفرون علي، وكذلك فإن النواصب يقبلون عثمان أما الخوارج فيكفرونه، ويعتقد أهل السنة والجماعة أن هناك شبهات للنواصب والخوارج لا يمكن للشيعة الإثنا عشرية أن يردوا عليها، وحسب اعتقاد أهل السنة أنهم هم القادرين على الرد على شبهات النواصب والخوارج، حيث قال أبو الحسن الأشعري: «أجمعت الخوارج على كفر علي وأما أهل السنة فيمكنهم الاستدلال على بطلان قول الخوارج بأدلة كثيرة لكنها مشتركة تدل على إيمان الثلاثة والرافضة تقدح فيها فلا يمكنهم إقامة دليل على الخوارج على إن عليا مات مؤمنا بل أي دليل ذكروه قدح فيه ما يبطله على أصلهم لان أصلهم فاسد».
الجدول التالي يعرض بعض معتقدات وآراء النواصب، وقد تم نقل أغلبها من كتاب «منهاج السنة النبوية في الرد على الرافضة» لابن تيمية، وكان ابن تيمية قد نقل هذه الأقوال في سياق محاولته لإثبات أن السنة هم القادرون على الرد على مقولات النواصب وأن الطائفة الإثناعشرية غير قادرين على ذلك (حيث هذا الكتاب هو للرد على الطائفة الإثنا عشرية تحديدا وليس للرد على كل طوائف الشيعة لأن الشيعة الزيدية مثلًا ليسوا روافض لقبولهم خلافة أبوبكر وعمر).
| نقطة الحوار                            | الإثنا عشرية                                                  | النواصب |
| -------------------------------------- | ------------------------------------------------------------- | --- |
| مقارنة أبو بكر أو عمر مع علي           | علي كان امامًا ورعًا تقيًا مجاهدًا زاهدًا بخلاف أبو بكر وعمر       | - الإثنا عشري لا يمكنه أن يثبت إيمان علي وعدالته وأنه من أهل الجنة فضلا عن إمامته إن لم يثبت ذلك لأبي بكر وعمر وعثمان وإلا فمتى أراد إثبات ذلك لعلي وحده لم تساعده الأدلة، فإذا قالت له الخوارج الذين يكفرون عليًا أو النواصب الذين يفسقونه إن علي كان ظالمًا طالبًا للدنيا وإنه طلب الخلافة لنفسه وقاتل عليها بالسيف وقتل على ذلك ألوفًا من المسلمين [ في وقعتي الجمل وصفين ]، حتى عجز عن انفراده بالأمر وتفرق عليه أصحابه [ أي الخوارج ] وظهروا عليه فقاتلوه [ أي النهروان ]. - "أما أبو بكر أو عمر فمن المعلوم للخاصة والعامة أن من ولاه الناس باختيارهم ورضاهم من غير أن يضرب أحدا لا بسيف ولا عصا، ولا أعطى أحدا ممن ولاه مالًا، واجتمعوا عليه، فلم يول أحدًا من أقاربه وعترته، ولا خلف لورثته مالًا من مال المسلمين، ولم يقتل مسلما على ولايته ولا قاتل مسلمًا بمسلم، بل قاتل بهم المرتدين عن دينهم [ كمسيلمة الكذاب ] والكفار [ كدول مجوس الفرس ونصارى الروم ] حتى شرع بهم في فتح الأمصار واستخلف القوي الأمين العبقري الذي فتح الأمصار ونصب الديوان وعمر بالعدل والإحسان. - وعثمان فقد طلبوا قتله وهو في ولايته، فلم يقاتل المسلمين، ولا قتل مسلمًا على ولايته، بل حاول الصحابة أن يدافعوا عن عثمان ولكن أمرهم عثمان بالكف عن القتال والخروج من الدار ولزوم بيوتهم، واختار حقن دمائهم وفداء أرواحهم بدمه وروحه، فإن جوزت على أبو بكر وعمر وعثمان أنهم كانوا ظالمين في ولايتهم أعداء الرسول، كانت حجة الناصبي عليك أظهر. |
| إثبات إيمان وعدالة أبو بكر وعمر وعلي   | علي إيمانه ثابت وقطعي بخلاف أبو بكر وعمر                      | أن الإثنا عشرية تعجز عن إثبات إيمان علي وعدالته، فإذا قالت لهم الخوارج وغيرهم ممن تكفره أو تفسقه لا نسلم أنه كان مؤمنًا بل كان كافرًا أو ظالمًا كما يقولون هم في أبي بكر وعمر لم يكن لهم دليل على إيمانه وعدله إلا وذلك الدليل على إيمان أبي بكر وعمر وعثمان أدل، فإن احتجوا بما تواتر من إسلامه وهجرته وجهاده فقد تواتر ذلك عن هؤلاء بل تواتر إسلام معاوية ويزيد، وخلفاء بني أمية وبني العباس وصلاتهم وصيامهم وجهادهم للكفار، وعلي بن أبي طالب لم يقاتل بعد وفاة النبي ﷺ كافرًا ولا فتح مدينة بل قاتل أهل القبلة [ الجمل وصفين والنهروان ]، فإن ادعوا في واحد من هؤلاء النفاق أمكن الخارجي أن يدعى النفاق وإذا ذكروا شبهة ذكر ما هو أعظم منها. |
| الاتهام بالنفاق لأبو بكر وعمر وعلي     | أبو بكر وعمر كانا منافقين في الباطن عدوين للنبي ﷺ أفسدا دينه، | أمكن الخارجي أن يقول كان علي منافقا في الباطن عدوا للنبي ص أفسد دينه، ويوجه ذلك بأن يقول كان علي يحسد ابن عمه النبي ص والعداوة في الأهل وأنه كان يريد فساد دين النبي ص، فلم يتمكن علي من ذلك في حياة النبي ص وحياة الخلفاء الثلاثة، حتى سعى علي في قتل الخليفة الثالث، وأوقد علي الفتنة حتى تمكن من قتل أصحاب محمد وأمته بغضا للنبي ص وعداوة، وأن علي كان مباطنا للمنافقين الذين ادعوا فيه الإلهية والنبوة وكان يظهر خلاف ما يبطن لأن دينه التقية فلما أحرقهم بالنار أظهر إنكار ذلك وإلا فكان في الباطن معهم، ولهذا كانت الباطنية من أتباعه وعندهم سره وهم ينقلون عنه الباطن الذين ينتحلونه. |
| إثبات إيمان وعدالة علي بنص القرآن عليه | إيمان وعدالة علي ثابتة بنصوص من القرآن                        | قيل لهم القرآن عام وتناوله له ليس بأعظم من تناوله لغيره، وما من آية يدعون اختصاصها به إلا أمكن أن يدعى اختصاصها أو اختصاص مثلها أو أعظم منها بأبي بكر وعمر، فباب الدعوى بلا حجة ممكنة والدعوى في فضل الشيخين أمكن منها في فضل غيرهما. |
| إثبات إيمان وعدالة علي بالنقل والرواية | إيمان وعدالة علي ثابتة بالنقل والرواية                        | - فالنقل والرواية [النقل والرواية: أي الأحاديث عن النبي ﷺ] في أبو بكر وعمر أشهر وأكثر من علي بن أبي طالب، فإن ادعوا تواترا فالتواتر هناك أصح، وإن اعتمدوا على نقل الصحابة فنقلهم لفضائل أبي بكر وعمر أكثر، ثم هم يقولون إن الصحابة ارتدوا إلا نفرًا قليلًا، فكيف تقبل رواية هؤلاء في فضيلة أحد، وكيف يتواتر نقلهم بفضائل علي، والصحابة الذين تواليهم الرافضة نفر قليل ـ بضعة عشر وإما نحو ذلك ـ وهؤلاء لا يثبت التواتر بنقلهم لجواز التواطؤ على مثل هذا العدد القليل، ثم إذا أجاز الرافضة على جمهور الصحابة الكذب والكتمان، فتجويز الكذب على نفر قليل من الصحابة أولى وأجوز. - فإن قال الإثنا عشرية: إيمان عليٍّ ثبت بثناء النبي ﷺ. قيل له: هذه الأحاديث إنما نقلها الصحابة الذين تطعن أنت فيهم، فإن كانت رواية هؤلاء وأمثالهم ضعيفة، فإنه قد بطلت كل فضيلة تروى لعليّ، ولم يكن للرافضة حجة، وإن كانت روايات هؤلاء هي صحيحة، فإنه ثبتت فضائل علي وغيره كأبي بكر وعمر وعثمان، لأن هؤلاء ذكروا فضائل أبو بكر وعمر وعثمان. |
| معاوية وعلي ومن هو صاحب الحق           | علي هو صاحب الحق لحديث عمار تقتله الفئة الباغية               | - فبعضهم ضعف هذا الحديث، وبعضهم تأوله، فقال بعضهم معناه الباغية أي الطالبة لدم عثمان. - ومن النواصب هؤلاء من يقول إن عليًا شارك في دم عثمان، فمنهم من يقول إنه أمر علانية، ومنهم من يقول إنه أمر سرًا، ومنهم من يقول بل رضي بقتله وفرح بذلك، ومنهم من يقول غير ذلك. - إن معاوية كان مصيبًا في قتاله له، ولم يكن علي بن أبي طالب مصيبًا في قتاله لمعاوية، وحجة هؤلاء أن معاوية كان طالبًا بدم عثمان، وكان هو ابن عمه ووليه وبنو عثمان وسائر عصبته اجتمعوا إليه وطلبوا من علي أن يمكنهم من قتلة عثمان أو يسلمهم إليهم فامتنع علي من ذلك، فتركوا مبايعته فلم يقاتلوه، ثم إن عليًا بدأهم بالقتال فقاتلوه دفعًا عن أنفسهم وبلادهم، وقالوا وكان علي باغيًا عليهم. |
| السقيفة وما جرى بها                    | أبو بكر وعمر أخذا الخلافة من علي                              | وأما قول الإثنا عشرية إن الأنصار قالت للمهاجرين: منا أمير ومنكم أمير، فهذا حجة عليكم، لأن الرسول ﷺ لو كان أقام عليًا وصيًا ونص على ذلك بغدير خم أو في بعض المغازي، لذكروه في شيء من منازعاتهم ومخاطباتهم، ولكنهم لم يذكروا علي في مخاطباتهم ومنازعاتهم وبالتالي فالقوم لم يكن عندهم في علي لا عهد ولا سبب، ولو أن الأنصار قالوا : لا يكون أميركم إلا علي أو فلان أو فلان، أو قالوا: الرأي لكم أن تجعلوا عليًا أو فلانًا أو فلانًا، لكان في ذلك ما يتعلق به متعلق ويشغب فيه شاغب. |

الجدول التالي يعرض الفروق بين النواصب والخوارج والإثثنا عشرية وأهل السنة والجماعة:
|                    | أبو بكر     | عمر         | عثمان       | علي                                 | معاوية                              |
| ------------------ | ----------- | ----------- | ----------- | ----------------------------------- | ----------------------------------- |
| الخوارج            | خليفة راشد  | خليفة راشد  | مرفوض كافر  | مرفوض كافر                          | مرفوض كافر                          |
| النواصب            | خليفة راشد  | خليفة راشد  | خليفة راشد  | مرفوض                               | خليفة راشد                          |
| الإثنا عشرية       | مرفوض ومرتد | مرفوض ومرتد | مرفوض ومرتد | أمام من الأئمة الإثنى عشر المعصومين | مرفوض ومرتد                         |
| أهل السنة والجماعة | خليفة راشد  | خليفة راشد  | خليفة راشد  | خليفة راشد                          | ليس خليفة راشد، أفضل ملوك هذه الأمة |